# Frankenstein: The Real Story
Frankenstein: The Real Story è un film per la televisione del 1992 per la regia di David Wickes, liberamente tratto dal romanzo di Mary Shelley Frankenstein, o il moderno Prometeo del 1816.

## Trama
Il dott. Victor Frankenstein viene soccorso dall'equipaggio di una nave e comincia a raccontare la sua storia al capitano. Dalla creazione della sua creatura, con la quale in barone è in contatto psicofisico, sino ai tragici eventi che hanno causato la morte dei suoi cari e che lo hanno spinto sin lì.

## Distribuzione
Il film TV, conosciuto anche semplicemente come Frankenstein, uscì in Italia su VHS distribuito dalla RCS.